# Žižkovo náměstí 18 (Tábor)
Měšťanský dům s adresou Žižkovo nám. 18 stojí v hlavní části městské památkové rezervace v Táboře (čj. 36.568/61-V/2), která se nalézá v blízkém okolí Žižkova náměstí a jeho pozdně gotické radnice.

## Popis

### Historie
Dům čp.18, stojící na úzkém nepravidelném pozemku p.č.186 o výměře 463 m², s hlavní (severní) štíhlou klasicistní fasádou, ústící na jižní stranu Žižkova náměstí, a boční fasádou, obrácenou směrem do ulice Vodní, je skvostnou ukázkou táborské renesanční měšťanské architektury, a je cennou památkou především pro svůj stavebně historický vývoj.
Původně pozdně gotický jednopatrový nárožní dům byl z velké části pravděpodobně přestavěný po požáru v roce 1532. Ohni podlehla v té době velká část domů v centrální části města, protože až do 16. století bylo základní stavební surovinou dřevo. Paradoxně tak ničivé požáry z let 1525–1559 pomohly dalšímu rozvoji města, byly důvodem ke kamenné přestavbě, a často i k uplatnění nových architektonických prvků.
Další přestavbou (do dnešní podoby) prošel dům na přelomu 18. a 19. století, v roce 1798, a to i včetně nové úpravy průčelí. Pozoruhodné, vrcholně klasicistní průčelí je dvouosé. Boční fasáda byla v té době přerušena prampouchem, přes uličku, směrem k čp. 17.
Nově byla v 70. letech 20. st. opravena fasáda, částečně zrekonstruováno přízemí. Poslední rekonstrukce domu, včetně přilehlého dvorku a garáže, byla dokončena v roce 1996. Dům má malý dvorek (do r. 1798 zde byla zahrada), přístupný jak z domu, tak i z ulice Vodní, a garáž s bočním vjezdem.

### Architektura
Parter domu je členěn pásovou bosáží, první poschodí je ohraničeno pilastry s volutovými hlavicemi Přízemní okna lemují šambrány s lištami a lichoběžnými závěrovými klenáčky, v půlkruhových nadokenních římsách najdeme i reliéfní busty v medailonech. Obloučkově členěný štít na vysoké atice je po stranách vymezen podstavci s vázami. Na horní římse, s rozeklaným segmentem, je podstavec s plastikou lva. V duchu vrcholně klasicistním je řešeno i boční průčelí.
Pozoruhodný je také interiér. Vstupní síň v přízemí má zaklenutou valenou klenbu, navazující chodba se zalamuje směrem ke dvoru. V rozšiřujícím se prostoru chodby je ve střední zdi zazděný kamenný portál se skosením. Na chodbu navazující místnost je také valeně zaklenutá, zčásti je klenba zakryta vloženým stropem. Přední prostory, v přízemí přístupné přímo z náměstí, včetně některých místností v patře, mají ploché stropy, s vpadlým klasicistním zrcadlem.
V domě s adresou Žižkovo nám.18 je trojice sklepních prostor, navzájem propojených. V průchodu mezi středním a nejjižnějším sklepem je osazen lomený gotický kamenný portál. Na sklepní prostor schodištěm navazuje prostor s valenou klenbou a s půlkruhovým, okoseným sedlovým gotickým portálem.

### Kulturní památka
Dům je veden jako nemovitá kulturní památka, rejst. č. ÚSKP 39950/3-4541 - měšťanský dům. Vlastníkem je město Tábor. Stavem kulturních památek a kontrolou jejich užívání se zabývá odbor rozvoje MÚ Tábor, který také zajišťuje státní správu na úseku památkové péče a řeší většinu otázek, týkajících se památek i památkově chráněného území. Město Tábor je také od roku 1993 aktivně zapojeno do Programu regenerace městských památkových rezervací (MPR) a městských památkových zón (MPZ).
Již v roce 1962 bylo historické jádro Starého Města vyhlášeno národní kulturní památkou (č. 251/1962 Sb.), jako v jediném městě v té době v ČSSR. Okolí domu, tj. centrální část města, je protkáno hustou sítí křivolakých uliček, skoro v každé z nich lze nalézt památkově chráněný dům. Většinou jde o renesanční památky, především o řadu dalších měšťanských domů (cca 153 nemovitostí, z toho v soukromém vlastnictví 60%, ve vlastnictví obce 32%), s jejich charakteristickými prvky (obloučkovými štíty, freskami, sgrafity).
Současnost se zde prolíná s minulostí, s historickou atmosférou jeho ulic a staveb, jakými je např. dům Žižkova 18/18. I proto je Tábor označován za jedno z nejmalebnějších měst v České republice.

## Táborská síť sklepení
V celém městě je rozsáhlá síť sklepů z 15. a 16. stol.(tzv. „lochů“), vyhloubených ve skalním podloží, někdy v hloubce až 16 metrů. Řadí se mezi technické památky pozdního středověku. Některé z nich byly postupně propojeny a vytvořily jakýsi podzemní labyrint, dnes dlouhý cca 800 metrů, poprvé zpřístupněný veřejnosti v roce 1937 (tehdy šlo o prohlídku několika samostatných sklepů). Stávající prohlídková trasa Husitského muzea vznikala až po 2. světové válce, končila v domě U Lichviců (do cca devadesátých let, pak byla trasa zkrácena a vychází se už pod sousedním domem – Ctiborův dům). Dříve sklepy plnily funkci skladovací (potravin i majetku) a obrannou (nepřítel i požáry).